# Euxoa sagittifera
Euxoa sagittifera là một loài bướm đêm trong họ Noctuidae.